# دوهنزن
دوهنزن (به آلمانی: Dohnsen) یک منطقهٔ مسکونی در آلمان است که در برگن (منطقه سله) واقع شده‌است. دوهنزن ۸۵۷ نفر جمعیت دارد.